# Lug
För andra betydelser, se Lug (olika betydelser).

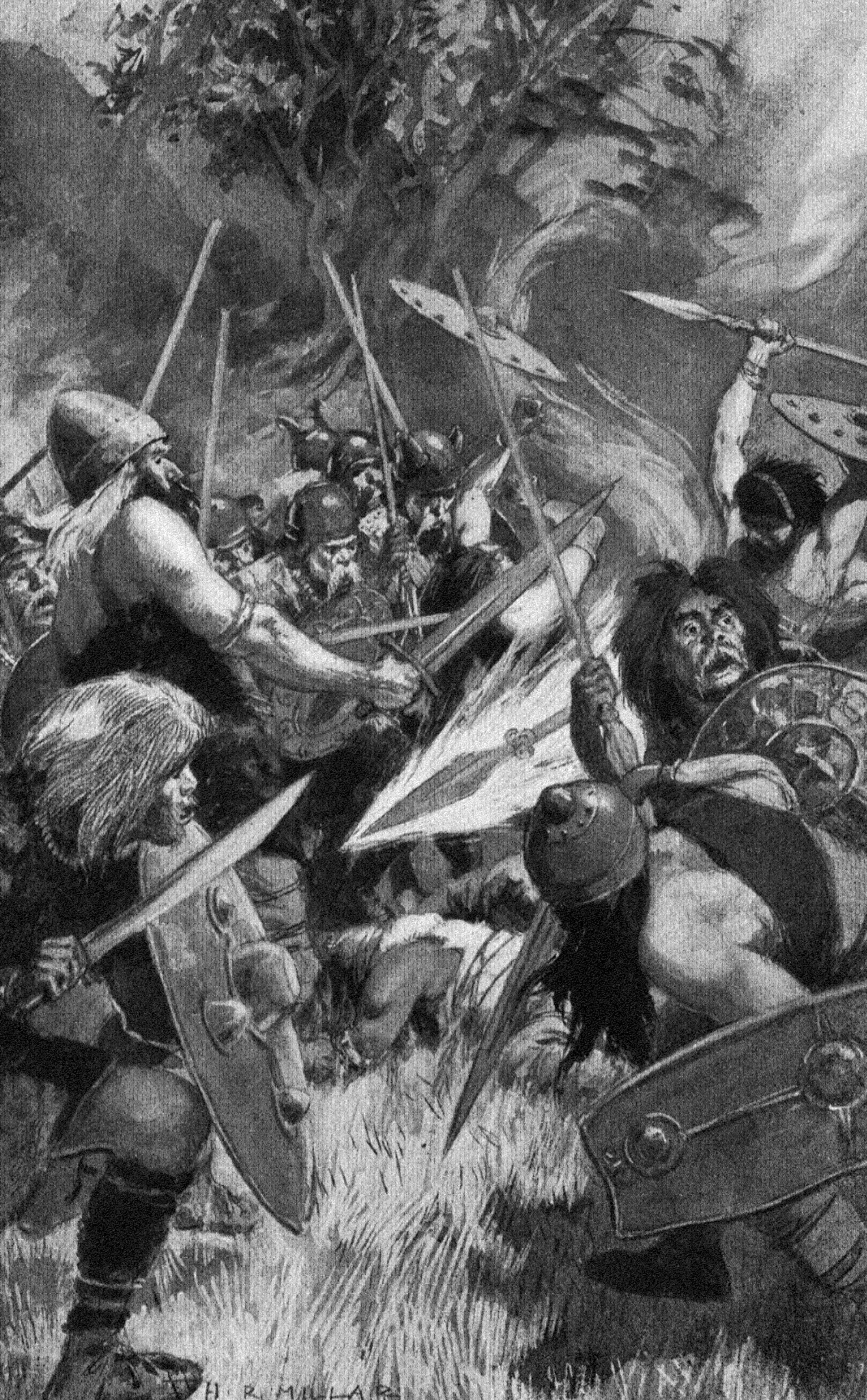
Lugs magiska spjut, teckning av Millar

Lug, Lugh eller Llugg (latinsk form Lugus) var i den keltiska mytologin på Irland en hjälte från Dannanfolket. 
Lug anlände till hovet i Tara och blev snabbt representant för en ny generation hjältar som överskuggade den äldre generationen. Han beskrivs som framstående i alla konster och i besittning av övernaturliga krafter. I sagorna nedgör han övermäktigt egna och nationella motståndare.
Gestalten Lug härstammar förmodligen från den kontinentala keltiska guden med det latinska namnet Lugus som givit namn åt städer som Lyon, Leiden och Carlisle och fortfarande firas 1 augusti.